# NINJA GAIDEN Dragon Sword
『NINJA GAIDEN Dragon Sword』（ニンジャガイデン ドラゴンソード）は、2008年3月20日にテクモから発売されたニンテンドーDS用忍者アクションゲーム。アメリカでは同年3月25日に発売された。

## 概要
主人公は隼流忍術を受け継ぐ忍者リュウ・ハヤブサ。Xbox・Xbox 360・PlayStation 3等で発売された『NINJA GAIDEN』シリーズのひとつであり、遡ればアーケード、ファミコンから展開している『忍者龍剣伝』の流れを汲む作品。
『NINJA GAIDEN』以来、ディレクター・プロデューサーを務めてきた板垣伴信はエグゼクティブプロデューサーを務め、後にTeam NINJAを率いる早矢仕洋介がディレクター・プロデューサーを担当している。
ニンテンドーDSを縦に持ち、敵攻撃のガード以外はすべてタッチペンで行うのが特徴。
Wi-Fiコネクションを利用して、世界中のプレイヤーとカルマと呼ばれるスコアを競うことができる。
米国出身の歌手・モデルのリア・ディゾンがイメージガールを務め、東京ゲームショウ 2007にてプレイアブル出展された際には、リアがプレイデモを披露した。
時系列は、『NINJA GAIDEN』と『NINJA GAIDEN2』の間に位置する。

## 登場人物
リュウ・ハヤブサ
主人公。古来より魔神を封ずる任にあたる隼一門の忍者にして龍剣の継承者。「黒龍丸事件」にて神聖皇帝やムライを倒し、黒龍丸を破壊してその野望を打ち砕いた。
今作では、寡黙な性格で描かれていた『NINJA GAIDEN』『NINJA GAIDEN2』に比べると口数が多く、『NINJA GAIDEN』シリーズとしては初の素顔を晒すシーンもある。
紅葉
声：皆口裕子
隼の里のくノ一。黒龍丸事件の際は他の里に修行に出ていたため、難を逃れた。
太古代重鬼卿イシュタロス
太古代重鬼卿ニケ
声:阿川りょう
イシュタロスの双子の姉妹。『NINJA GAIDEN Σ』からの再登場。
御婆
地蜘蛛一族の頭領である呪術師で、魔石を用いた呪術を得意とする。

## スタッフ
- エグゼクティブプロデューサー:板垣伴信
- プロデューサー兼ディレクター:早矢仕洋介
- 開発：Team NINJA